# Cimetière du Centre de Mont-de-Marsan
Pour les articles homonymes, voir cimetière du Centre (homonymie).
Le cimetière du Centre est le cimetière principal de Mont-de-Marsan dans le département des Landes. Il se trouve boulevard d'Haussez.

## Présentation
Le cimetière du Centre se situe 44 boulevard d'Haussez, au nord de l'église de Saint-Jean-d'Août, sur la rive droite de la Douze. Il est accessible par la rue du Cimetière, qui relie le boulevard d'Haussez à l'entrée principale, côté est.

### Nom
Son nom de cimetière du Centre provient de la nécessité, après la fusions des communes de Saint-Jean-d'Août-et-Nonères et Saint-Médard-de-Beausse avec Mont-de-Marsan en 1866, de faire la distinction avec le cimetière de Saint-Médard.

### Histoire
Les nouvelles lois issues de la Révolution française font obligation à la commune de Mont-de-Marsan, promue chef-lieu de département par un vote de l'Assemblée nationale du 12 janvier 1790, de déplacer son cimetière en dehors des limites de la ville. A cette fin, la municipalité fait l'acquisition en 1791 d'un terrain à Saint-Jean-d'Août, qui est alors une commune autonome riveraine, mais faute de moyen, les aménagements du nouveau cimetière ne débutent qu'en 1794 avec l'édification de la clôture. Un bilan d'activité du maire de 1809 rapporte que le mur est achevé et que les travaux d'aménagement du cimetière se poursuivent. Après l'acquisition du terrain en 1791, des extensions successives ont lieu : en 1841, 1845, 1899, 1923 et 1936, cette dernière concernant un élargissement vers le sur un bandeau de 2 m de largeur afin de réaménager l'entrée principale et de construire le porche.

### Description
Ce grand cimetière plat et bien entretenu présente une superficie de 27 979 m², faisant de lui l'un des plus étendus des cimetières de la commune. Il possède un patrimoine artistique et historique intéressant. Nombreuses sont les personnalités locales et la partie ancienne du cimetière est bien préservée. On y remarque des tombes de hauts gradés français rappelant la vocation militaire de la ville, mais également d'artistes, d'aviateurs et de personnalités politiques. Une stèle en mémoire des Polonais du XIXe siècle en exil est érigée ici. Les prêtres de Mont-de-Marsan sont honorés par une haute colonne surmontée d'une croix. Quelques allées sont bordées d'arbres.

### Personnalités inhumées
- Henri Castelnau (1814-1890), général, aide de camp de Napoléon III, participant de l'expédition du Mexique ;
- Cel le Gaucher (né Marcel Canguilhem, 1895-1949), dessinateur et sculpteur (auteur de plusieurs médaillons du cimetière) ;
- Pierre Couzin (1775-1845), baron d'Empire, officier et maire de Mont-de-Marsan (haute colonne surmontée d'une urne)
- Marcel David (1895-1979), maire de Mont-de-Marsan et député socialiste des Landes ;
- André Delcombre (1931-2003), réalisateur, inhumé avec son père, Roger Delcombre, figure du socialisme landais mort en 1936 ;
- Charles Despiau (1874-1946), fameux sculpteur de l'entre-deux-guerres, disciple de Jean-Baptiste Carpeaux ;
- Andrée Dupeyron (1902-1988), aviatrice ;
- Henri Farbos (1894-1964), industriel et pilote ;
- Jean de Lahourtique (1870-1931) : juge de paix, chroniqueur et rédacteur en chef du journal « La course landaise »[6] ;
- Victor Lefranc (1809-1883), avocat, ministre de l'intérieur du gouvernement Thiers, député et sénateur des Landes ;
- Louis-Anselme Longa (1809-1869), peintre, disciple de Paul Delaroche ;
- Édouard Perris (1808-1878), entomologiste (colonne) ;
- Jacques Pills (né René Ducos, 1906-1970), chanteur qui fut l'époux de Lucienne Boyer ;
- Francis Planté (1839-1934), pianiste ;
- Roger Ronserail (1894-1925), aviateur ;
- Jean Henri Tayan (1855-1931), peintre paysagiste local, transféré du cimetière de l'hôpital Sainte-Anne[1]

Seconde Guerre mondiale
- adjudant René Darbins : né le 1er octobre 1920 à Mont-de-Marsan, mort aux commandes de son Spitfire le 19 août 1942 à l'âge de 21 ans lors du raid de Dieppe[7] ;
- capitaine britannique Thomas Anthony Mellows[n 3], du Special Operations Executive, mort le 21 août 1944 lors du combat du pont de Bats, ayant permis la libération de Mont-de-Marsan (tombe îlot 3, rang 5, tombe 23)[7].

## Galerie

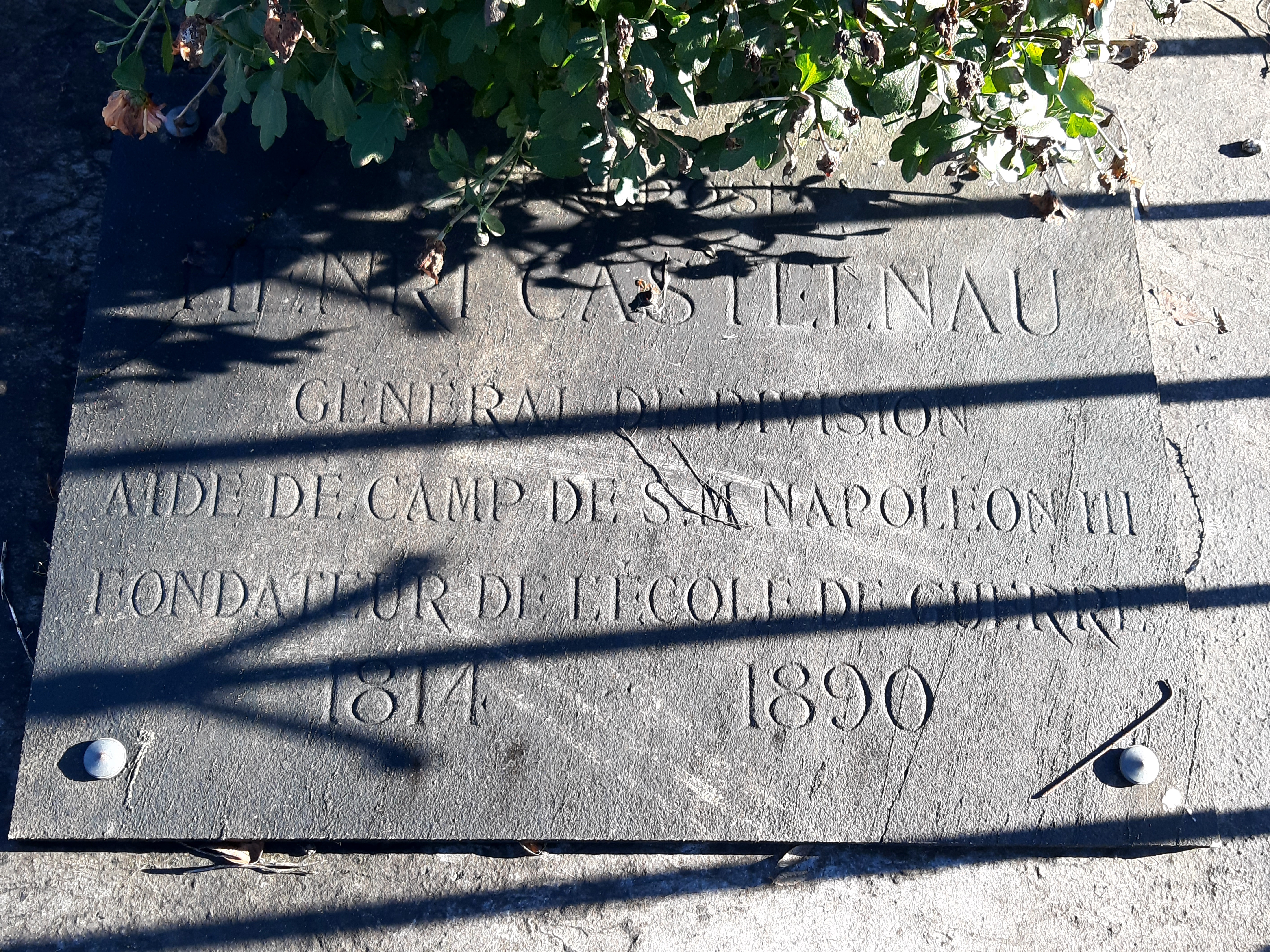
Pierre tombale d'Henri Castelnau
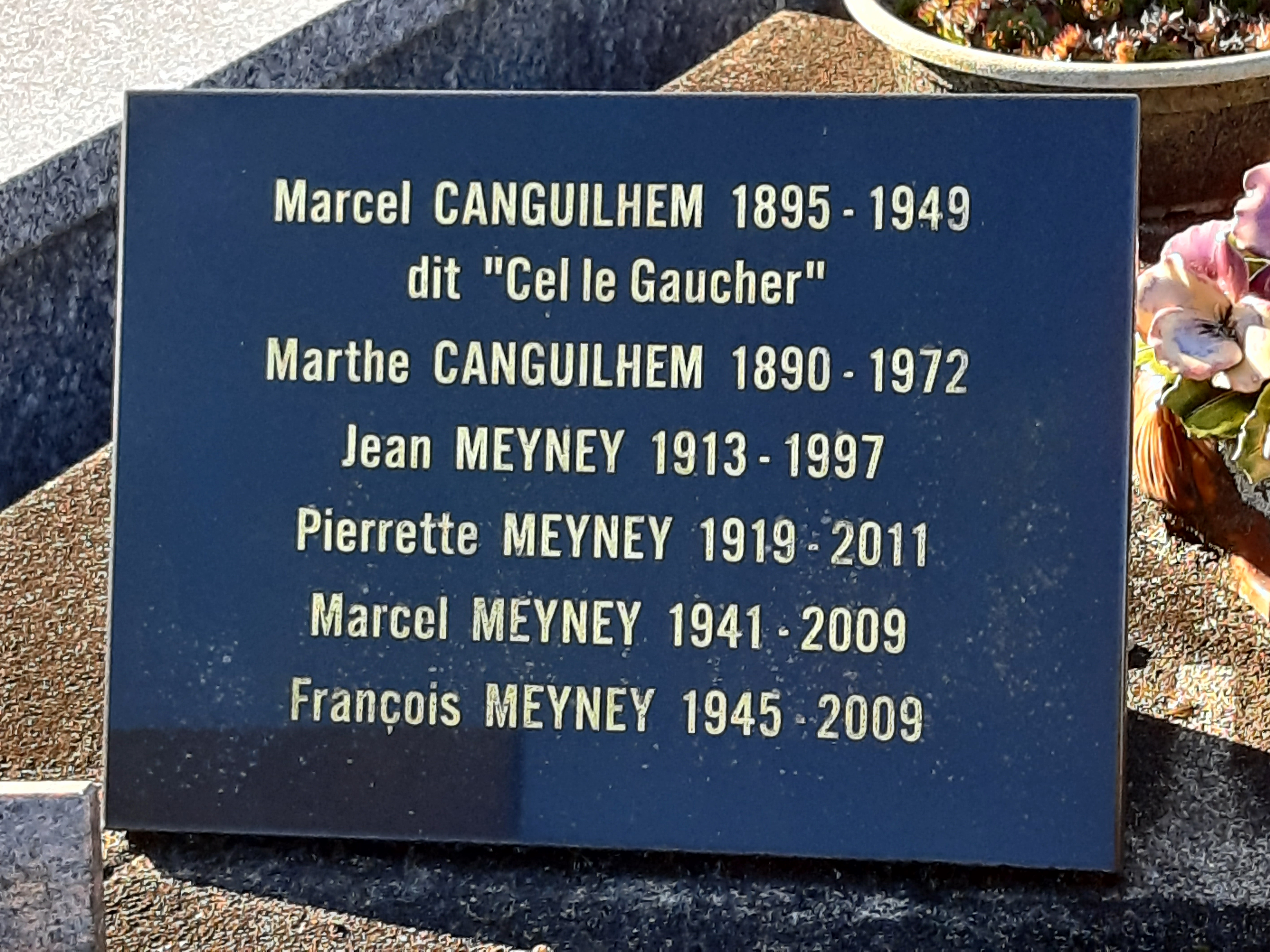
Marcel Canguilhem, dit Cel le Gaucher
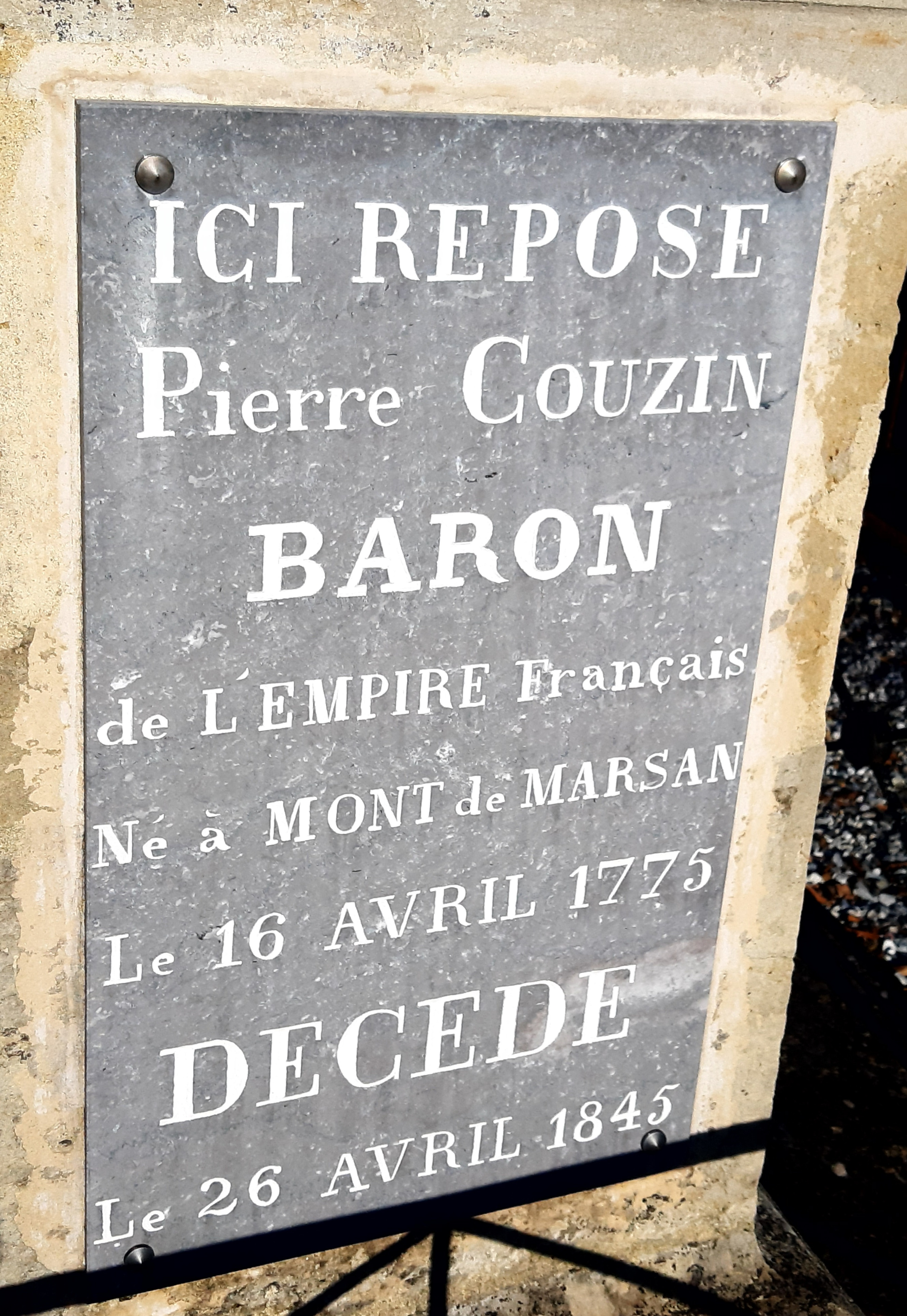
Pierre Couzin, baron de l'Empire français, maire de Mont-de-Marsan de 1819 à 1824
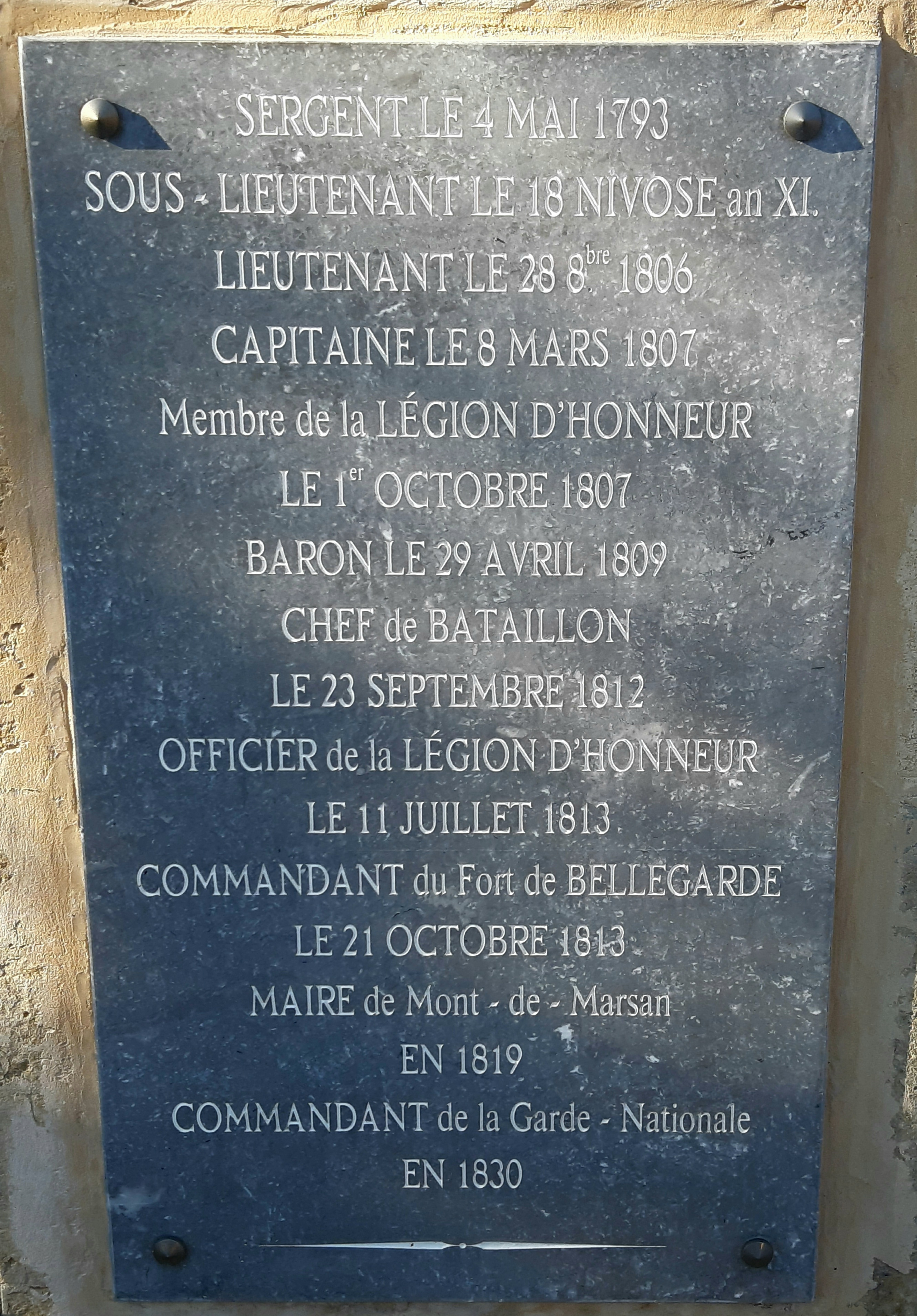
Stèle funéraire de Pierre Couzin
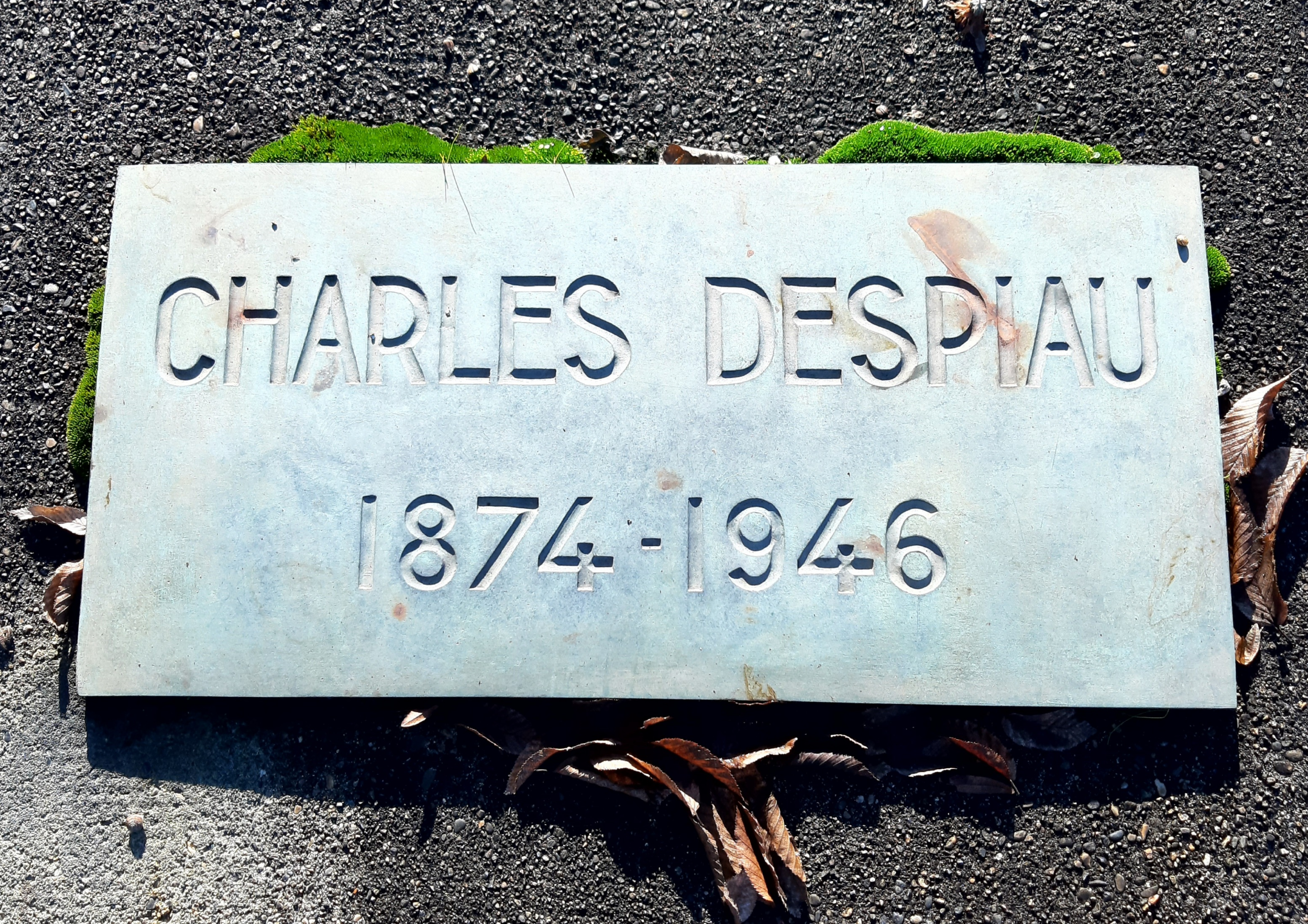
Tombe de Charles Despiau dans le caveau familial
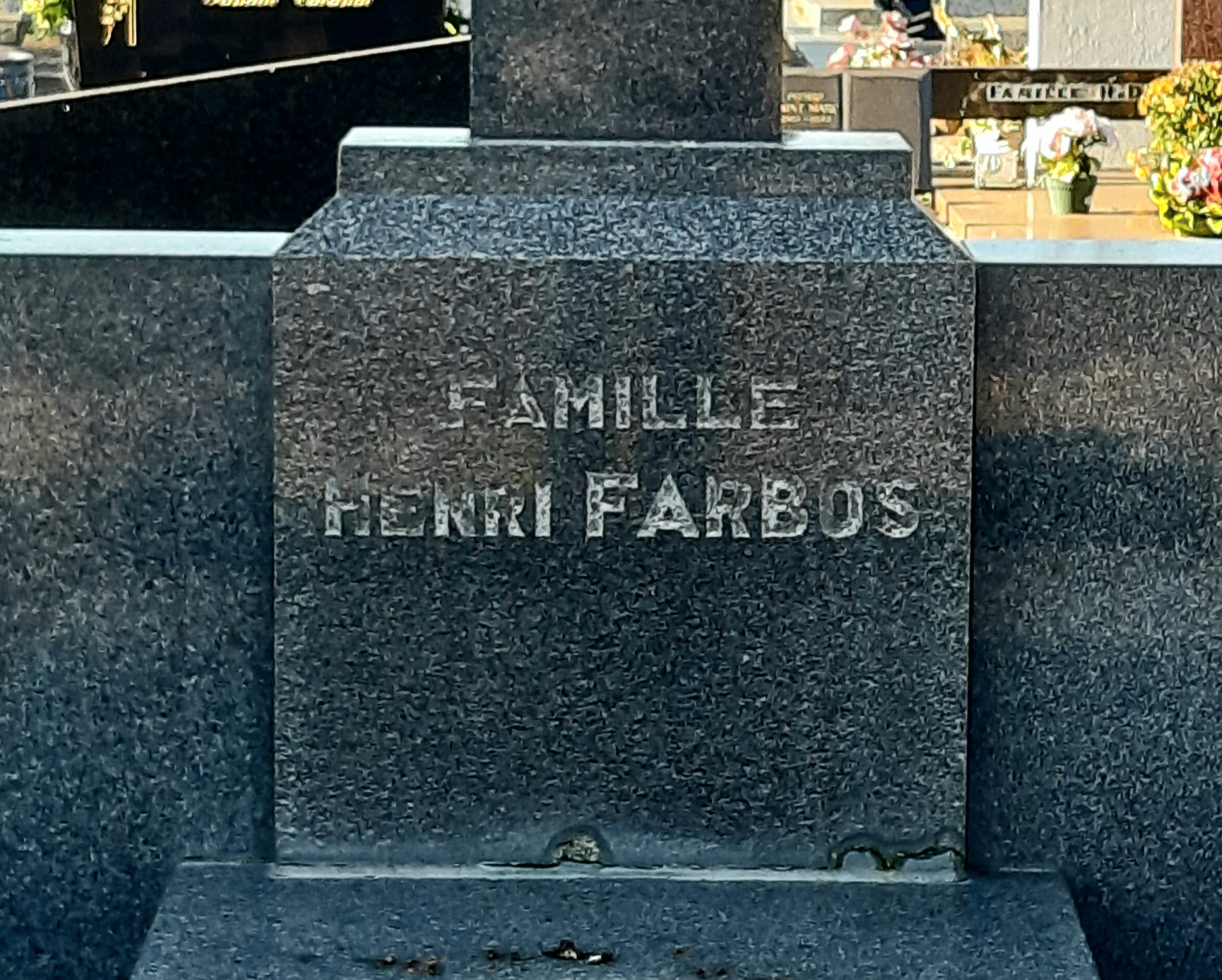
Henri Farbos
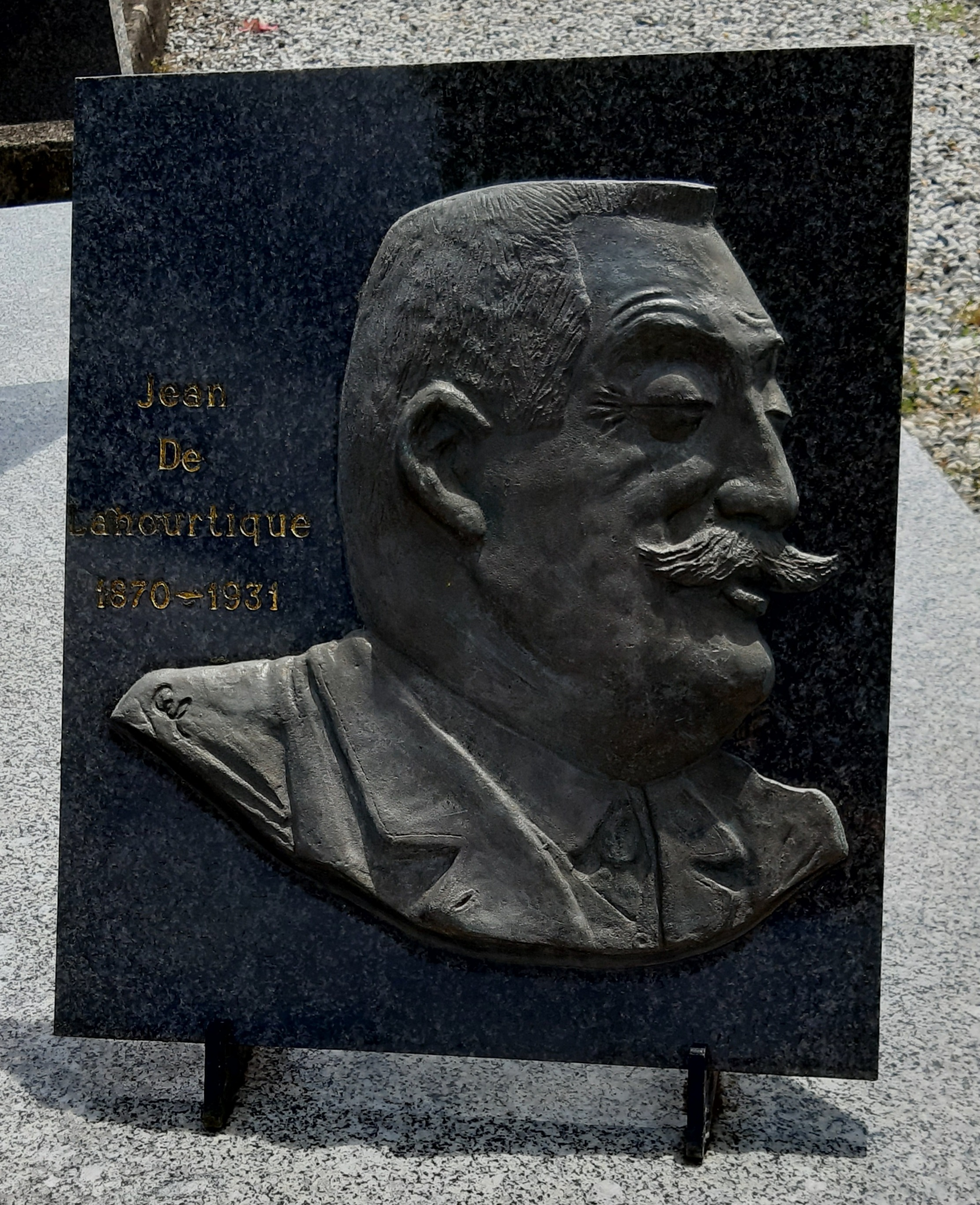
Jean de Lahourtique, médaillon réalisé par Cel le Gaucher
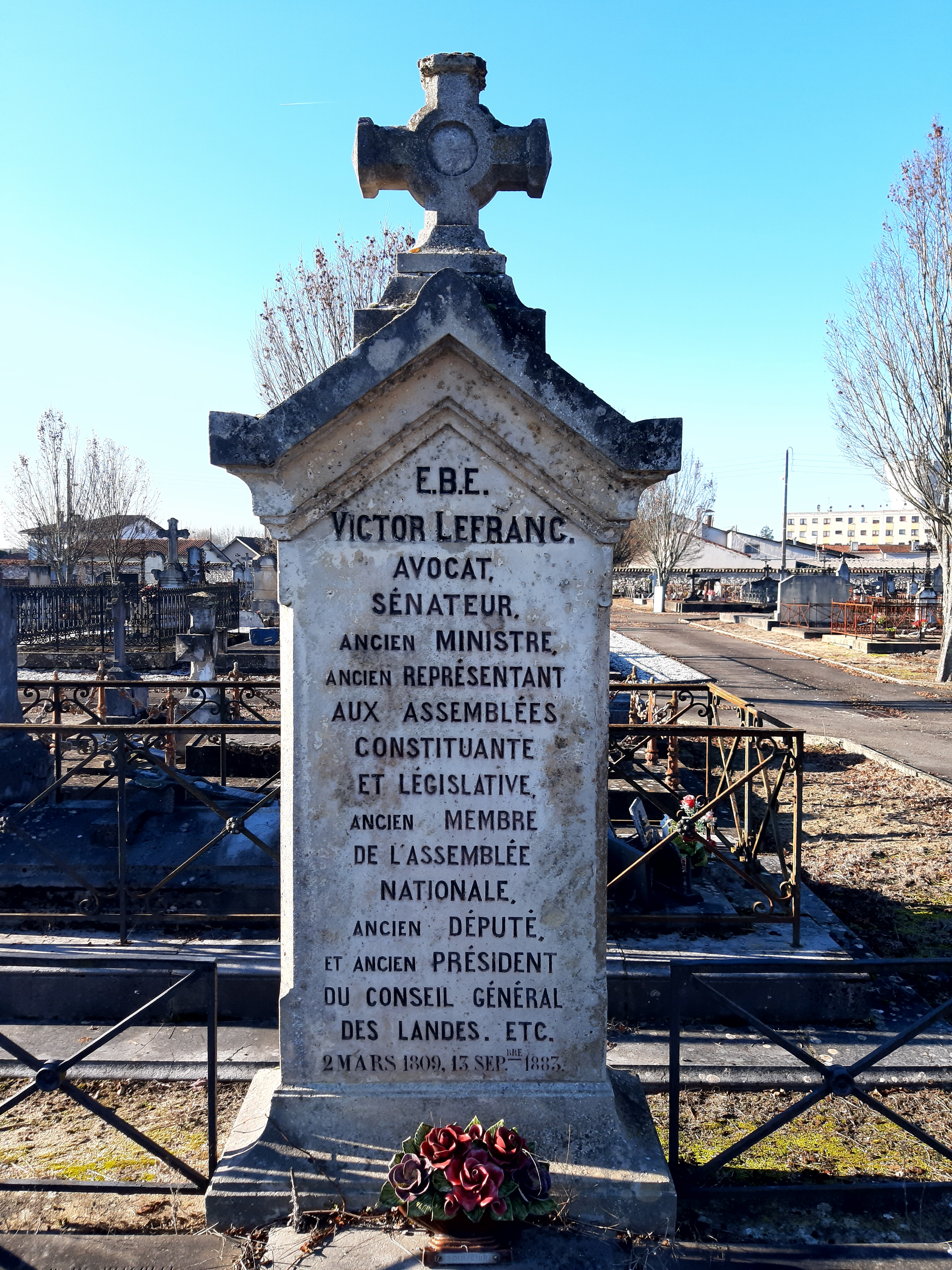
Stèle à Victor Lefranc
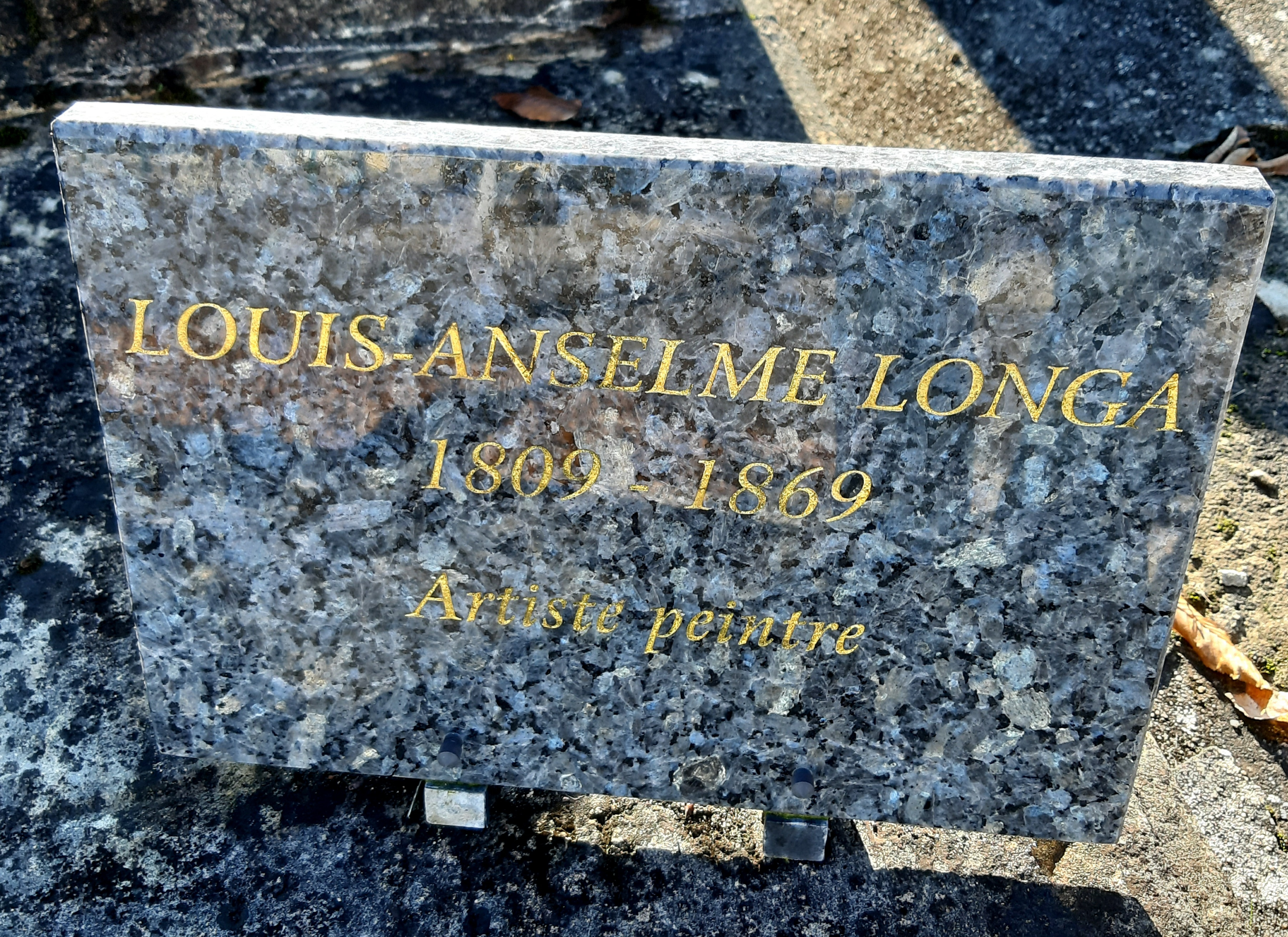
Louis Anselme Longa
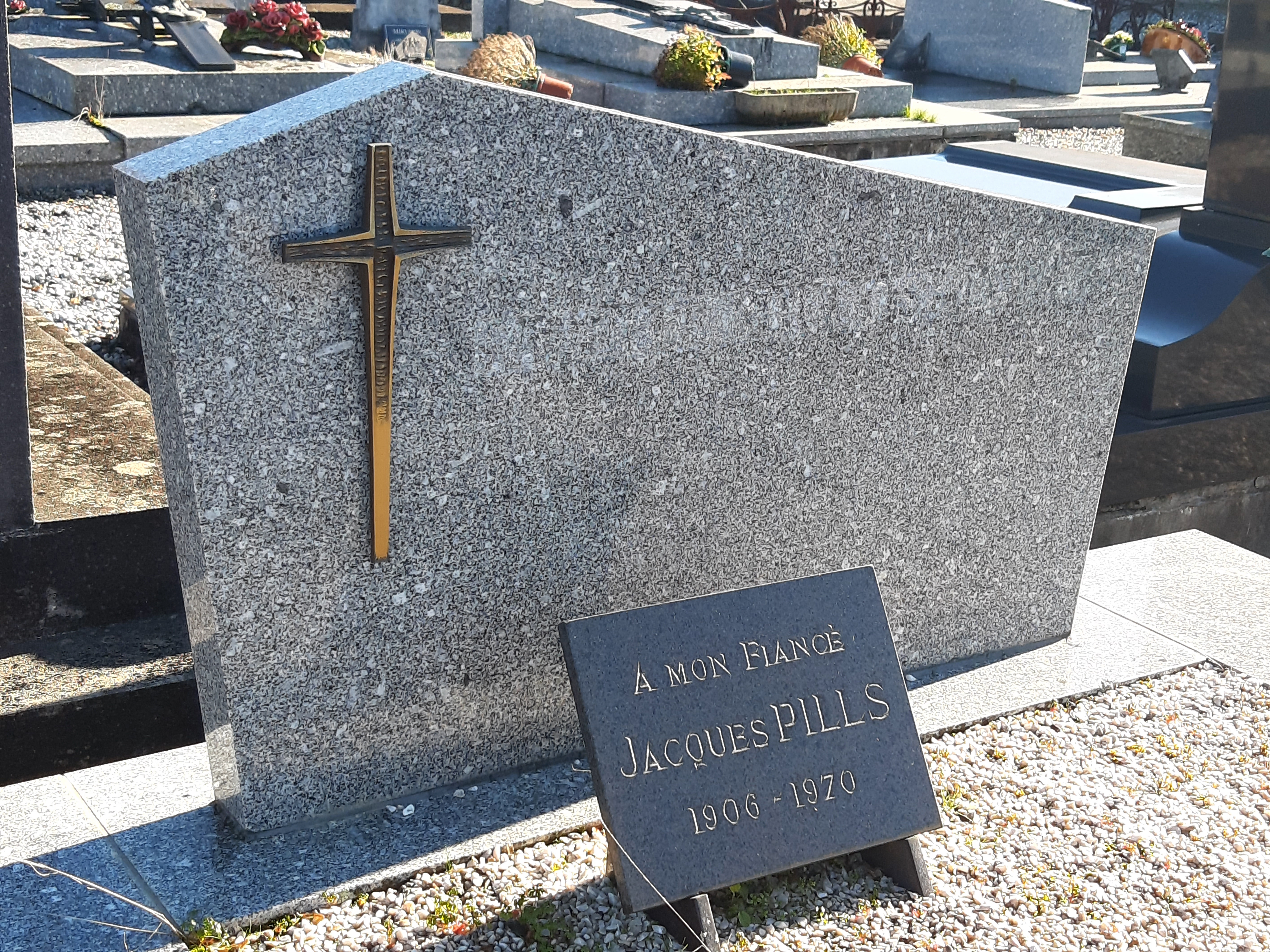
Jacques Pills
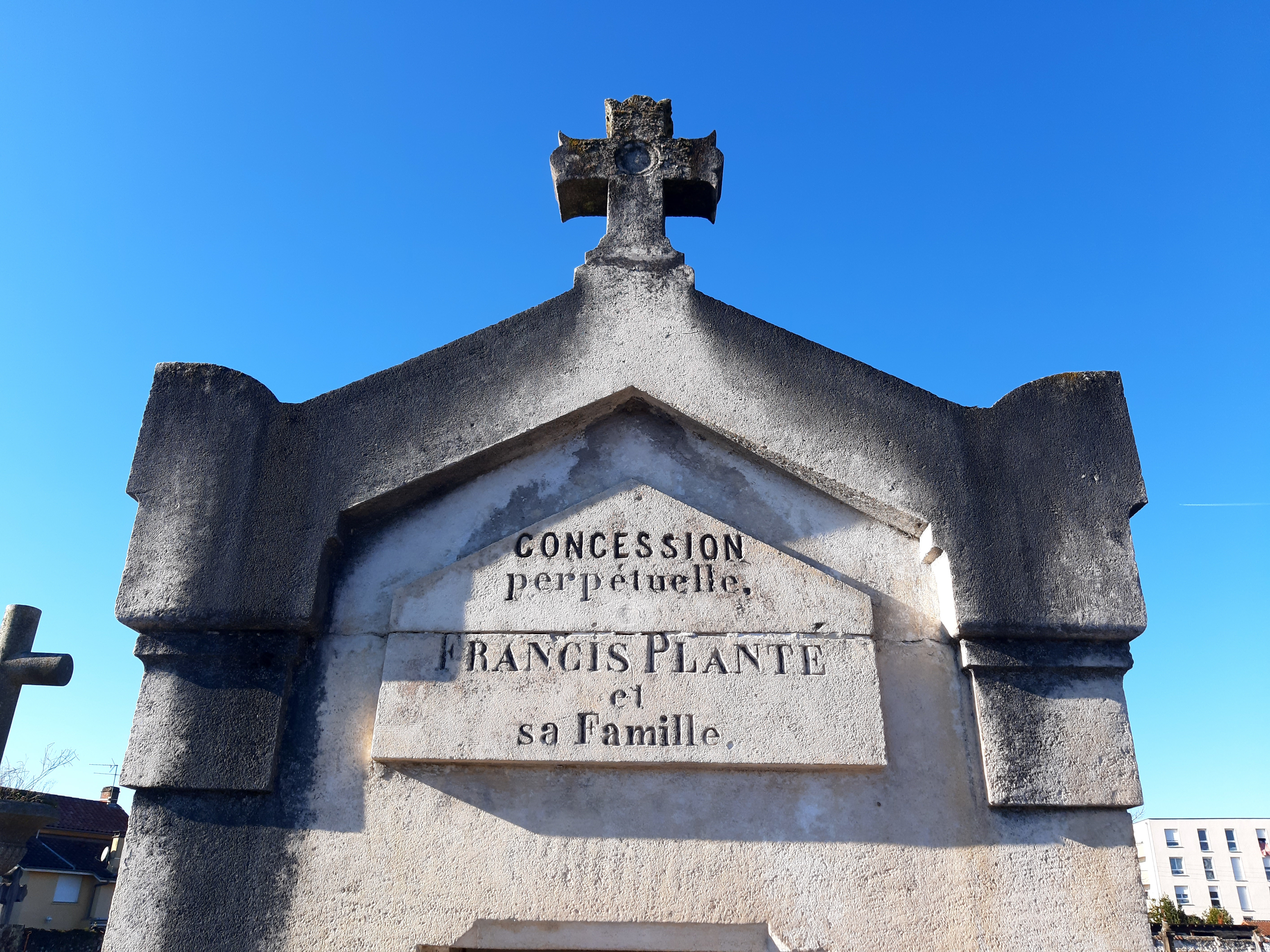
Francis Planté
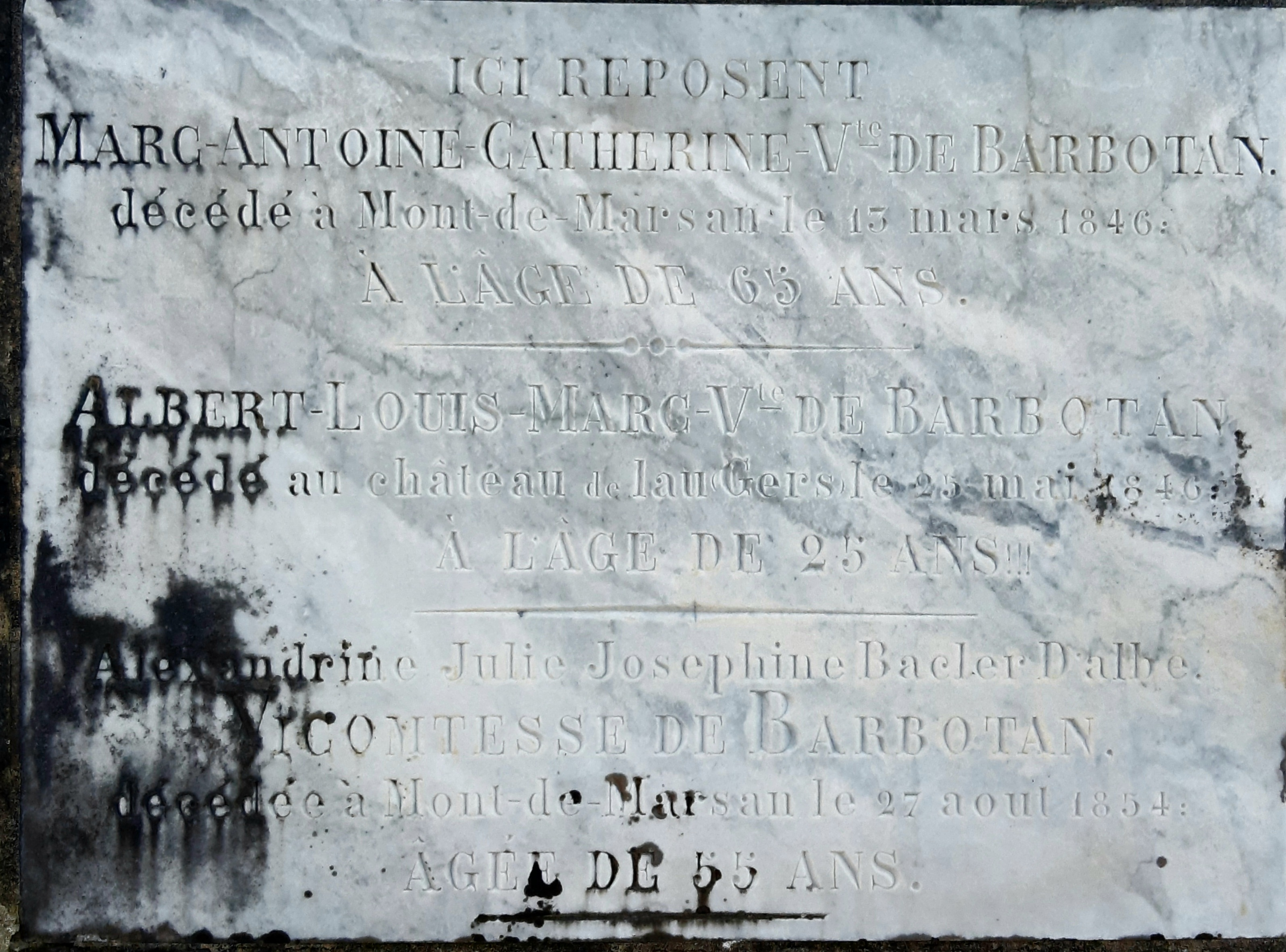
Caveau des vicomtes de Barbotan
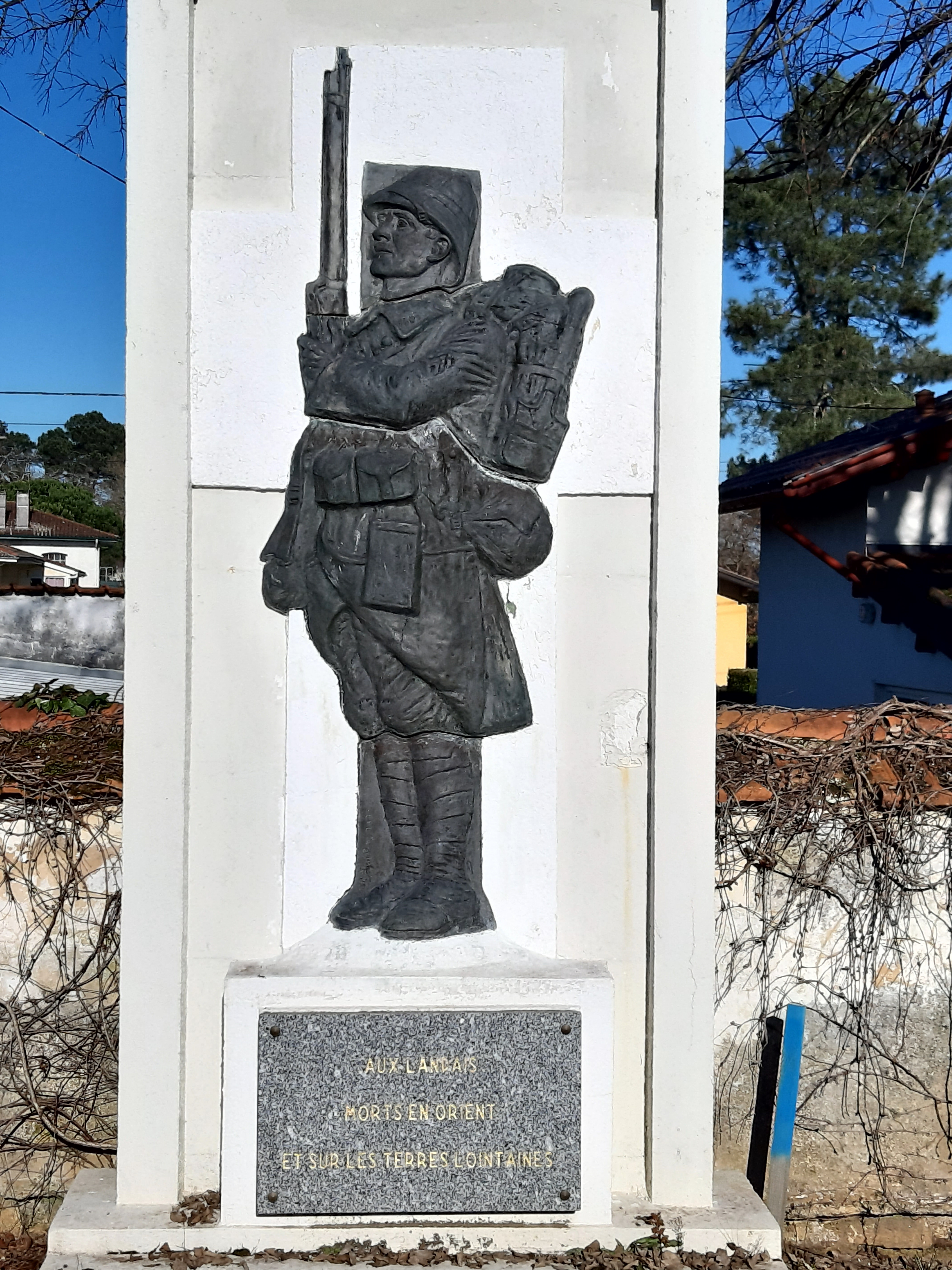
Stèle aux Landais morts en Orient
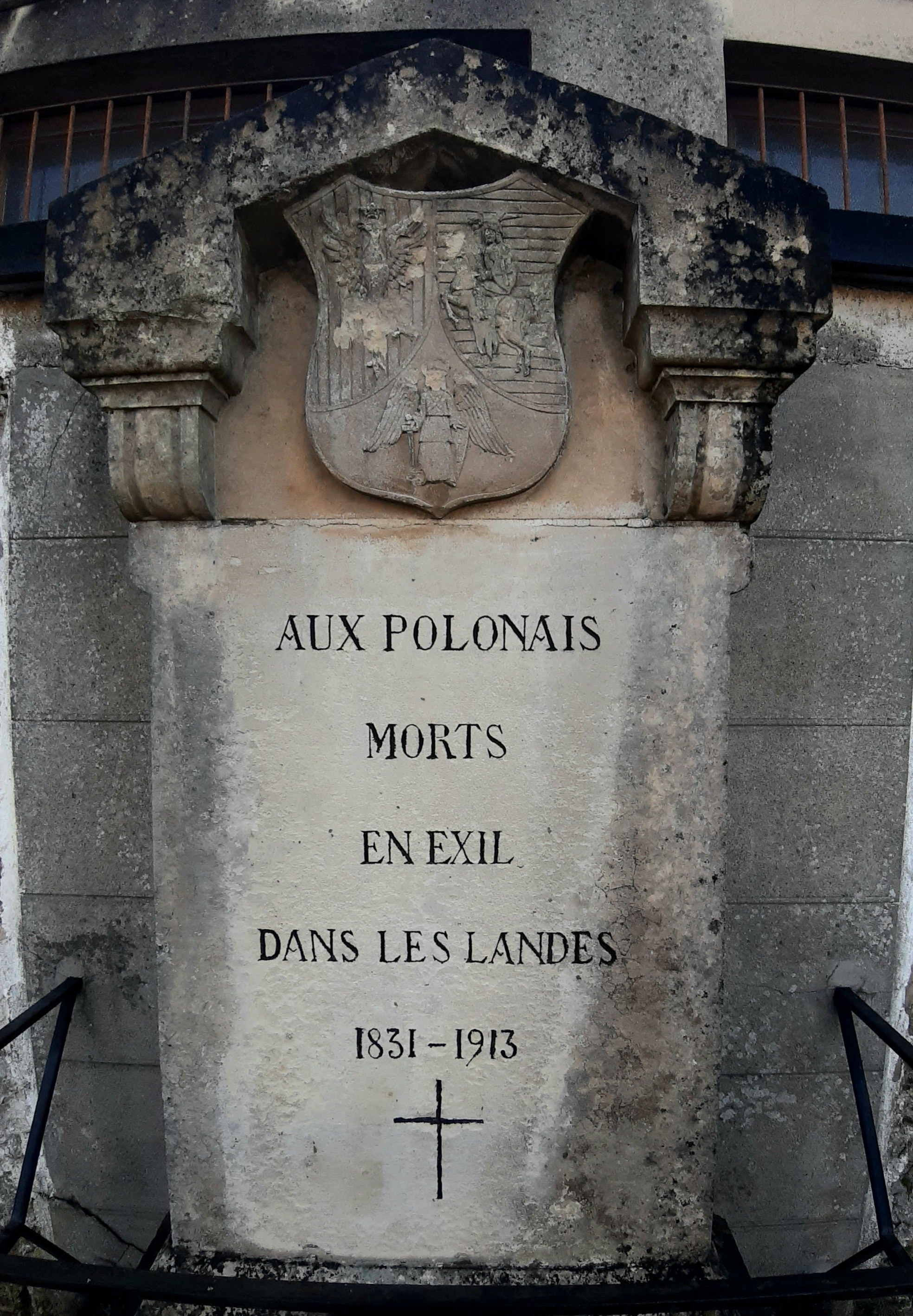
Stèle aux Polonais morts en exil dans les Landes (1831-1913)
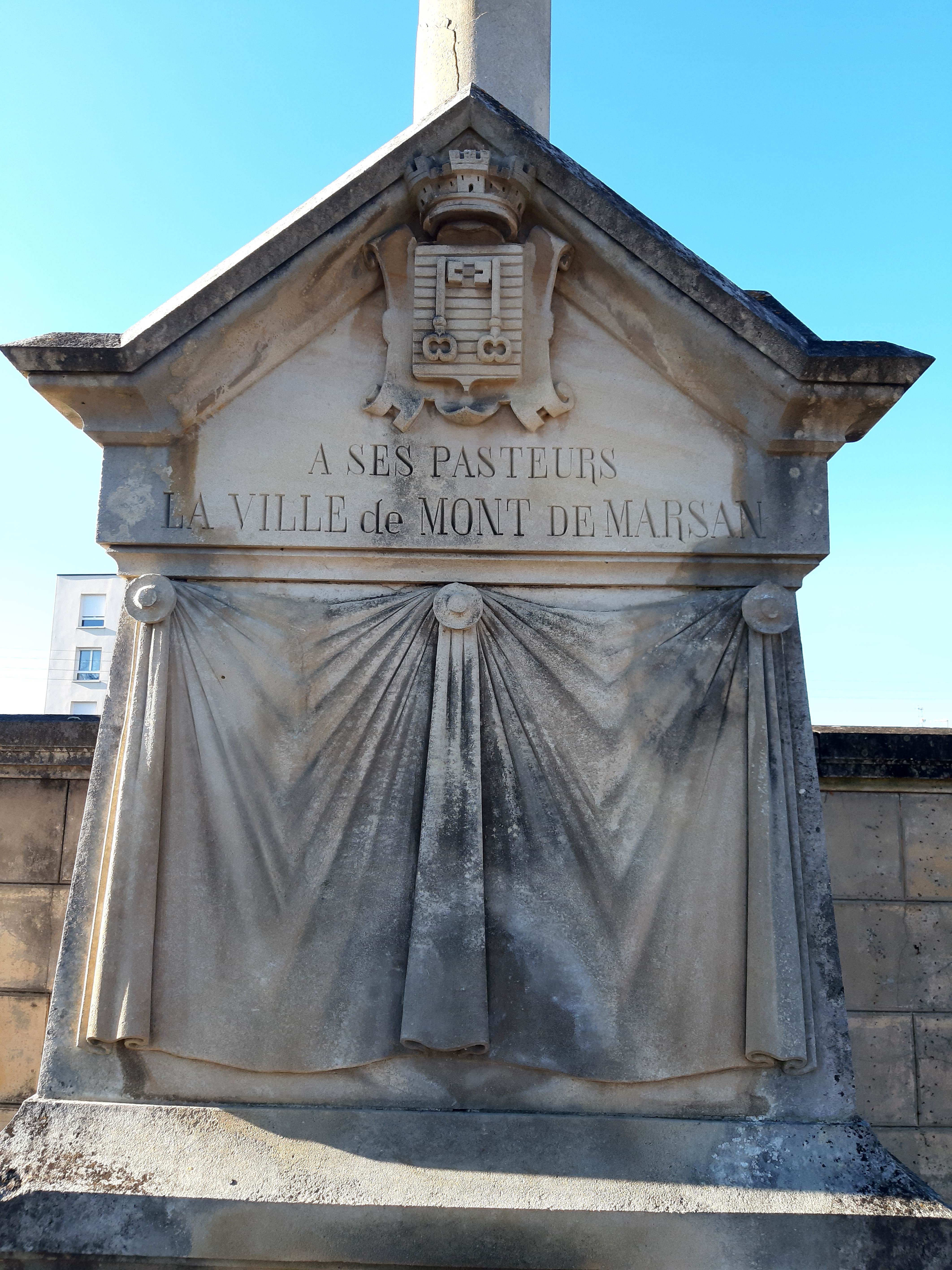
Stèle aux prêtres de Mont-de-Marsan
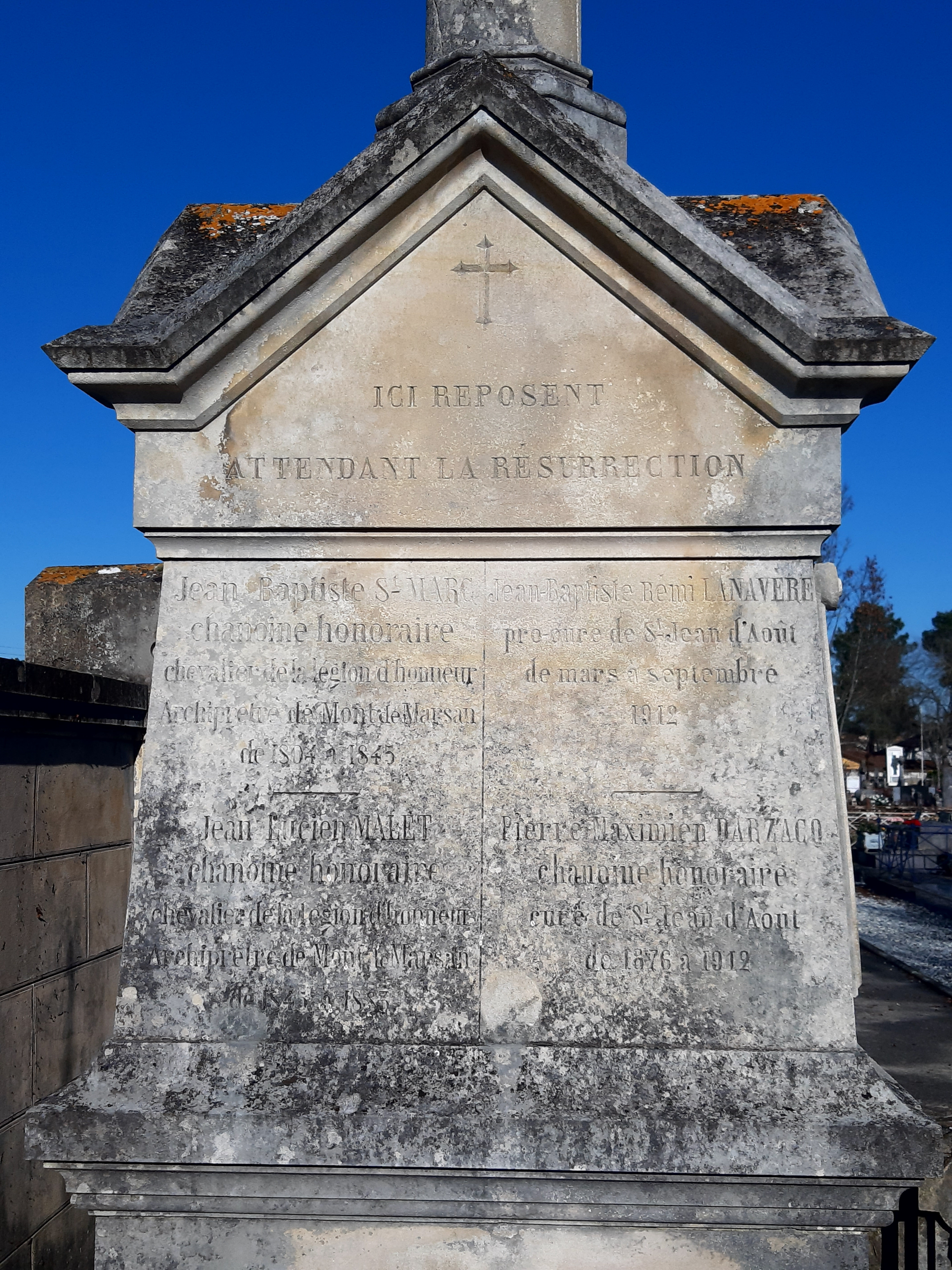
Stèle aux prêtres de Mont-de-Marsan, nom des prêtres
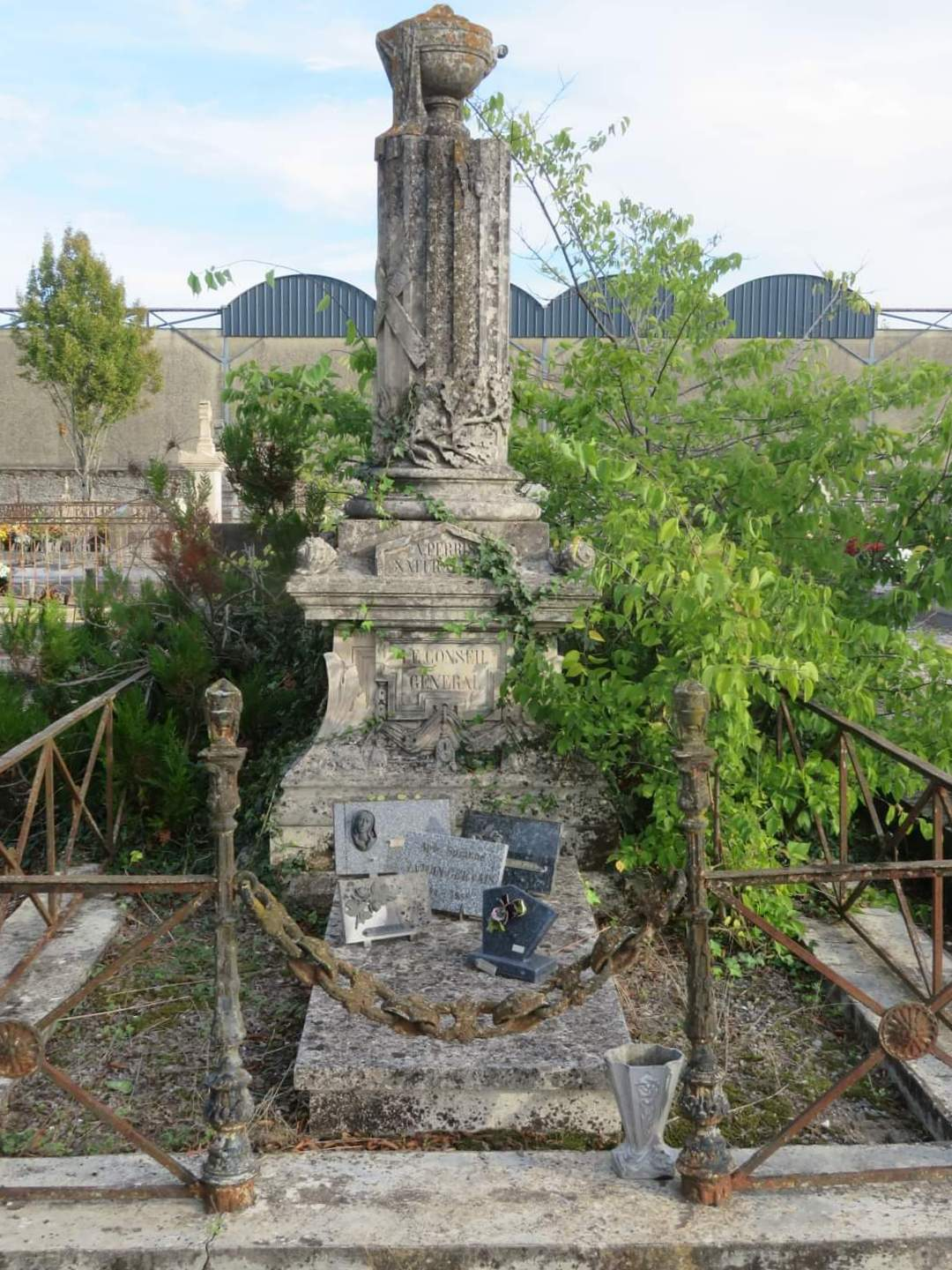
Édouard Perris
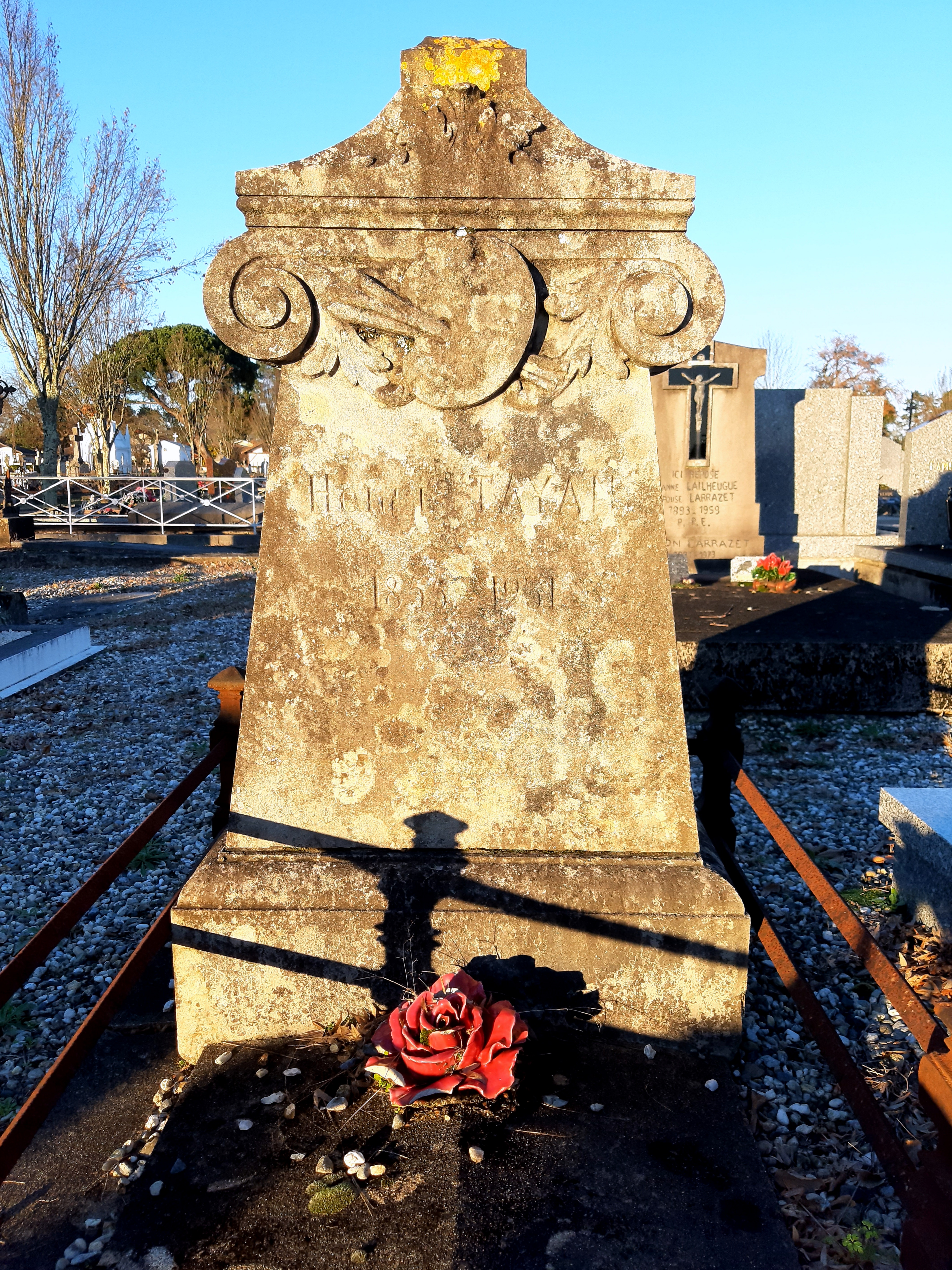
Jean Henri Tayan
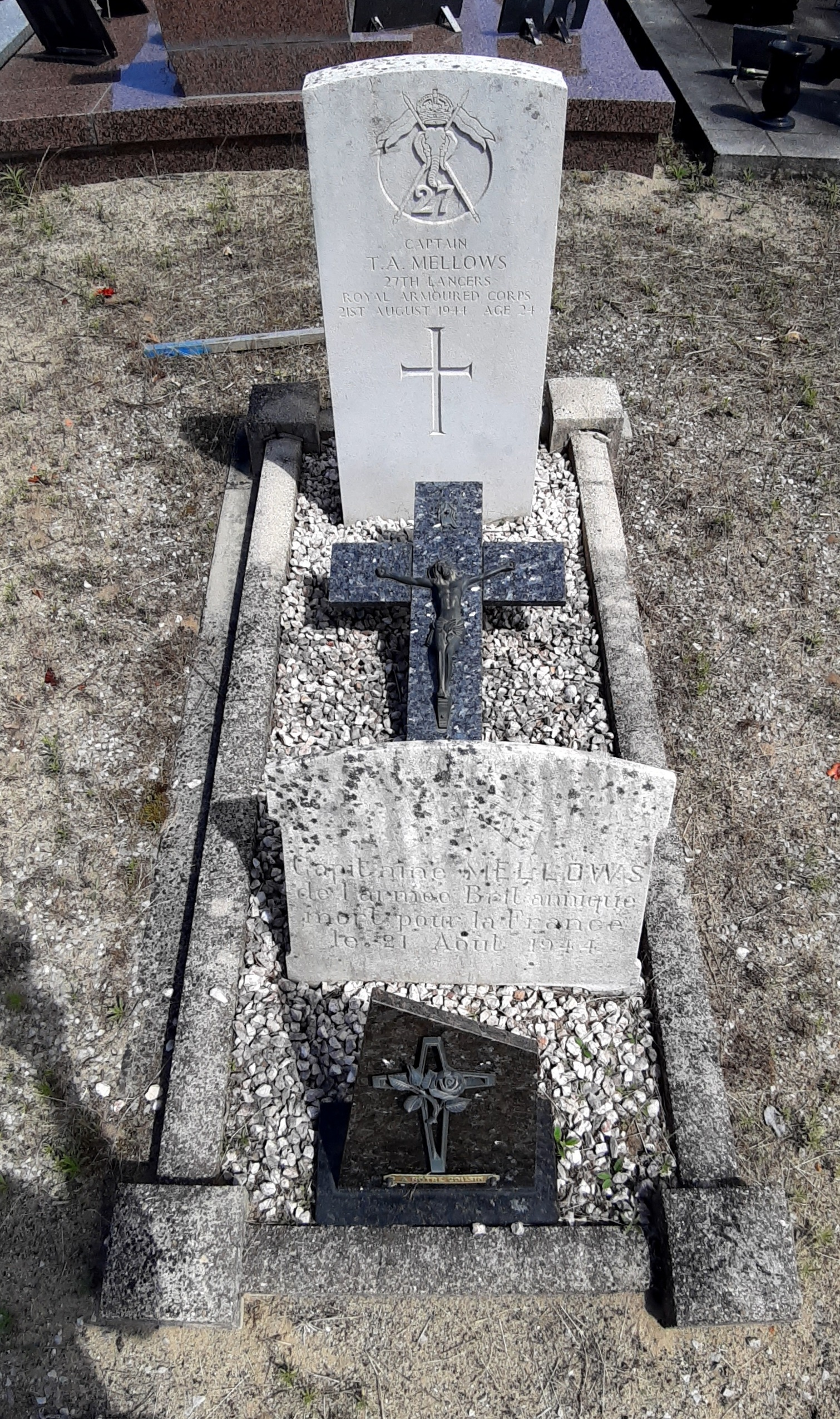
Thomas Anthony Mellows, capitaine britannique décédé le 21 août 1944 å l'âge de 24 ans pour la libération de Mont-de-Marsan